# Ridleyella
Ridleyella é um género botânico pertencente à família das orquídeas (Orchidaceae).